# Мэрчисон, Шарлотта
Шарлотта Мэрчисон (англ. Charlotte Murchison; также Мерчисон, 18 апреля 1788, Гэмпшир — 9 февраля 1869, Белгравия) — британский естествоиспытатель, палеонтолог и геолог-любитель.
Жена геолога Родерика Мэрчисона. Супруги неоднократно путешествовали по континентальной Европе, посетив Францию и Италию. Шарлотта создала многочисленные зарисовки геологических объектов, таких как скалы и окаменелости, в Англии во время их многочисленных поездок по стране, включая побережье Йоркшира в 1826 году.

## Биография

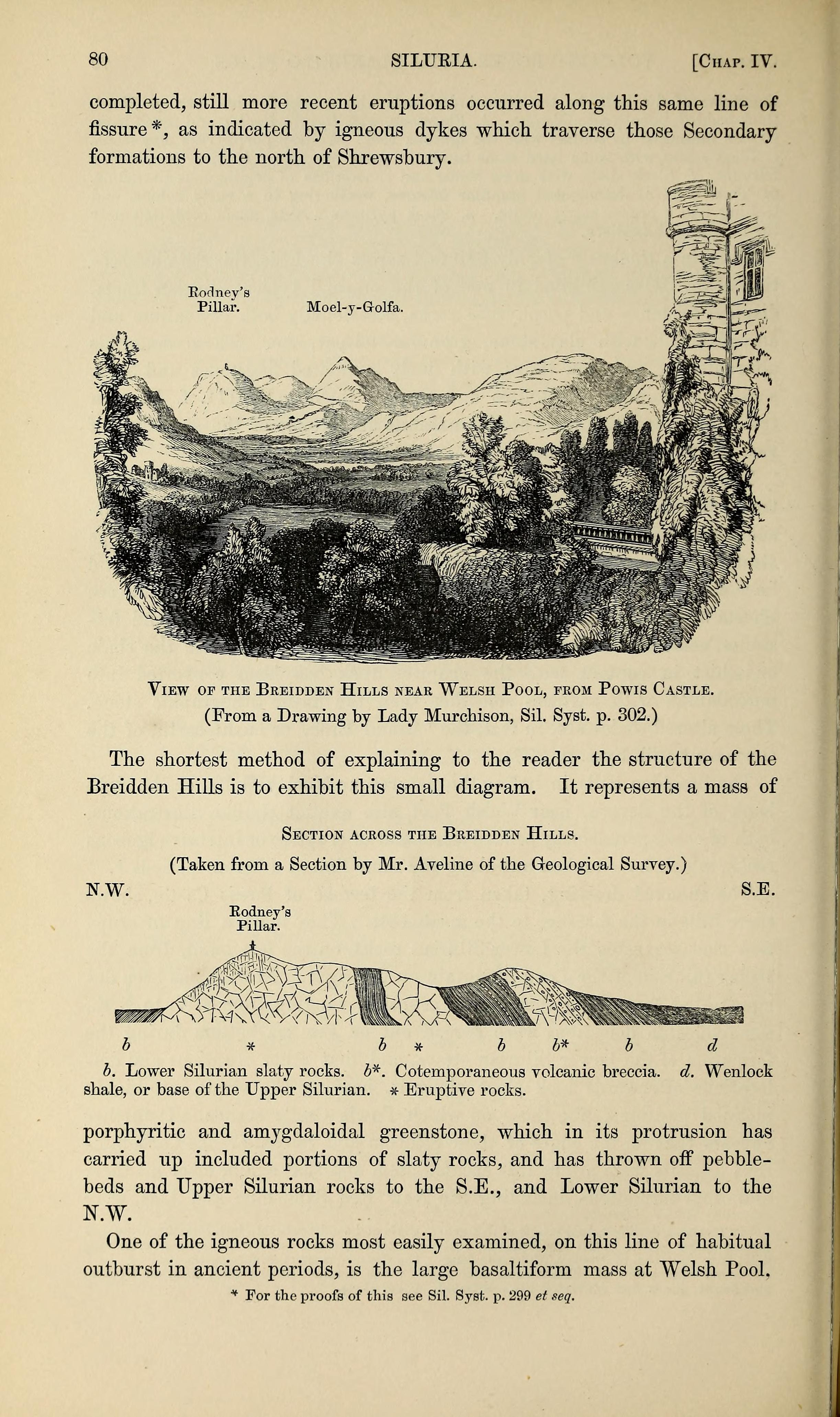
Публикация по рисунку Ш. Мэрчисон

Родилась 18 апреля 1788 года в Гэмпшире, в семье генерала Фрэнсиса Хьюгонена (ум. 1836) и Шарлотты Хьюгонен, урождённой Эдгар (ум. 1838), которая, по словам её дочери, была талантливым флористом и ботаником.
В 27 лет она встретила Родерика Импи Мэрчисона, военного, они поженились 29 августа 1815 года.
В 1816 году молодая пара отправилась в путешествие по Франции и Италии, где Шарлотта внимательно наблюдала за различными отличительными формами растительной жизни, обнаруженными среди скальных образований в местах, которые они посетили. Проведя зиму в Генуе, они отправились в Рим и провели там лето; в Риме Шарлотта заболела и чуть не умерла от малярийной лихорадки. Хотя она выздоровела, последствия болезни преследовали её всю оставшуюся жизнь.
Находясь в Риме, Мэрчисоны подружились с Мэри Сомервилль (1780—1872), которая позже напишет о них в своей автобиографии, описав Шарлотту как «любезную опытную женщину, [которая] красиво рисовала и — что было редкостью в то время — она изучала науку, особенно геологию, и главным образом благодаря её примеру муж обратил своё внимание на те занятия, в которых он впоследствии получил такую известность».
После поездки в Европу Мэрчисоны переехали в замок Барнард в графстве Дарем. Во время своего пребывания здесь Шарлотта продолжала собирать и изучать минералы, несмотря на то, что её муж был далёк от геологии. Занимаясь своими исследованиями много лет, Шарлотта вместе с сэром Гемфри Дэви убедила Родерика продолжить изучение геологии. В 1824 году пара переехала в Лондон, чтобы Родерик посетил лекции по геологии.
Когда её муж всерьёз занялся геологией, Шарлотта стала постоянным спутником Родерика во время его путешествий, учёбы и полевых исследованиях, работая вместе с ним. Во время одной из таких поездок, а именно во время путешествия к южному побережью Англии, Шарлотта вместе с Мэри Эннинг (1799—1847) отправилась на поиски окаменелостей, и с тех пор они стали близкими друзьями.
Во время путешествий с мужем Шарлотта покупала окаменелости или охотилась за ними, чтобы добавить их в свою личную коллекцию, часто также изучая их самостоятельно. Коллекция Шарлотты была настолько ухоженной и познавательной, что отдельные образцы из неё были описаны и опубликованы в работах Джеймса де Карла Сауэрби (1788—1871) и Уильяма Баклэнда (1784—1856). В знак признания вклада Шарлотты Сауэрби назвал в её честь окаменелость аммонита Ammonites Murchisonae, которую она нашла во время одной из своих поездок в Йоркшир.
Шарлотта собрала значительную коллекцию фоссилий во время путешествий Мэрчисонов, а также занималась их изучением и зарисовкой на протяжении всей жизни. Обучаясь рисованию у художника Пола Сэндби, она создала зарисовки важных геологических объектов. Во многих своих набросках она часто не акцентировала внимание на геологических особенностях в деталях, а вместо этого создавала более эмоциональную иллюстрацию ландшафта.
Несмотря на длительное самообучение и время, проведенное в полевых исследованиях вместе с мужем, Шарлотта хотела получить высшее образование. К 1831 году Чарлз Лайель (1797—1875), друг Мэрчисонов, с которым они работали и путешествовали, читал лекции по геологии в Королевском колледже Лондона. Несмотря на его отказ допускать женщин на свои лекции, Шарлотта продолжала их посещать, и вскоре Лайель открыл доступ на лекции как для мужчин, так и для женщин. Шарлотта также посещала собрания Британской научной ассоциации, когда могла, несмотря на постоянные проблемы со здоровьем.
В 1838 году, когда умерла её мать, Шарлотта получила значительное состояние, и пара смогла переехать в престижный дом в Белгравии. Их приёмы стали популярным местом встреч многих учёных и политиков, и отмечалось, что успех этих вечеринок во многом объясняется участием Шарлотты.
Своей работой она также помогала мужу разработать многие его публикации. Некоторые её иллюстрации, такие как «Долина Гозау», были включены в работы, опубликованные её мужем. Шарлотте также часто приписывают значительное влияние на карьеру мужа. Во время одной из поездок она заразилась малярией и всю оставшуюся жизнь страдала от осложнений, пока не скончалась от болезни в возрасте 80 лет.
После многих лет борьбы с болезнью Шарлотта Мэрчисон стала слишком слаба, чтобы путешествовать с мужем, и в конце концов умерла от хронических проблем со здоровьем.
Скончалась 9 февраля 1869 года на Белгрейв-сквер в Лондоне. Похоронена на Бромптонском кладбище в Лондоне.

## Семья
- Муж (с 29.08.1815) Мэрчисон, Родерик Импи (1792—1871) — британский геолог и путешественник.
  - Детей нет[6].

## Образ в кинематографе
В 2020 году снят фильм британского режиссёра Фрэнсиса Ли «Аммонит», в котором роль Шарлотты Мэрчисон исполнила Сирша Ронан.